# Björkviks hembygdsförening

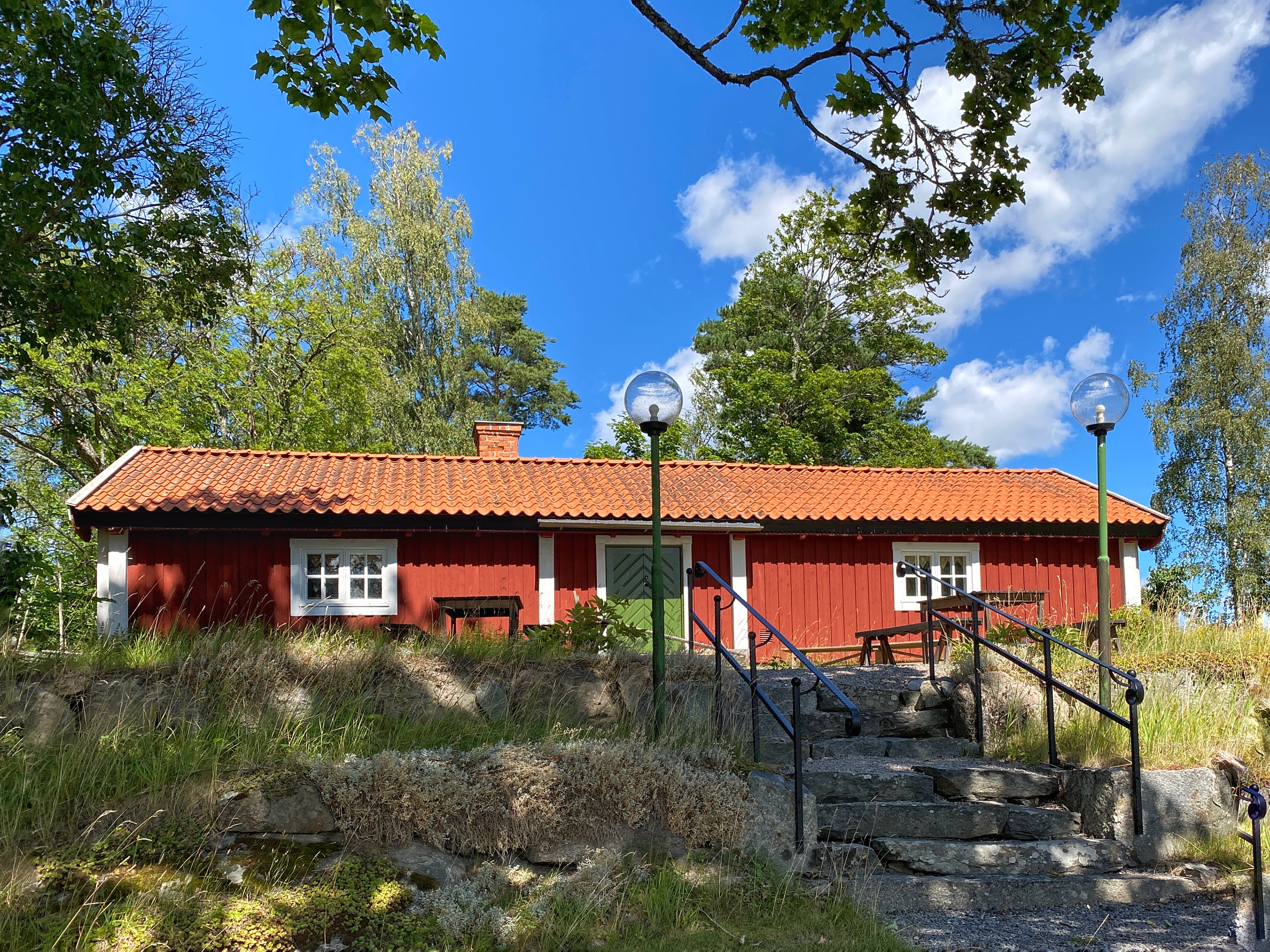
Hembygdsförenings ryggåsstuga vid Grindtorp.

Björkviks hembygdsförening är en hembygdsförening i Katrineholms kommun i Södermanlands län. Föreningen, som är Södermanlands äldsta hembygdsförening, bildades 1921 på initiativ av Ernst Hermelin på Mariebergs gård.